# K745 Blue Shark
Chung Sang Eo (tiếng Hàn:청상어 어뢰) là loại ngư lôi chống tàu hạng nhẹ được phát triển bởi Hải quân Đại Hàn Dân Quốc vào năm 2004. Loại ngư lôi này có thể phóng từ các tàu nổi, các trực thăng săn tàu ngầm và các máy bay tuần dương.